# Sukuti

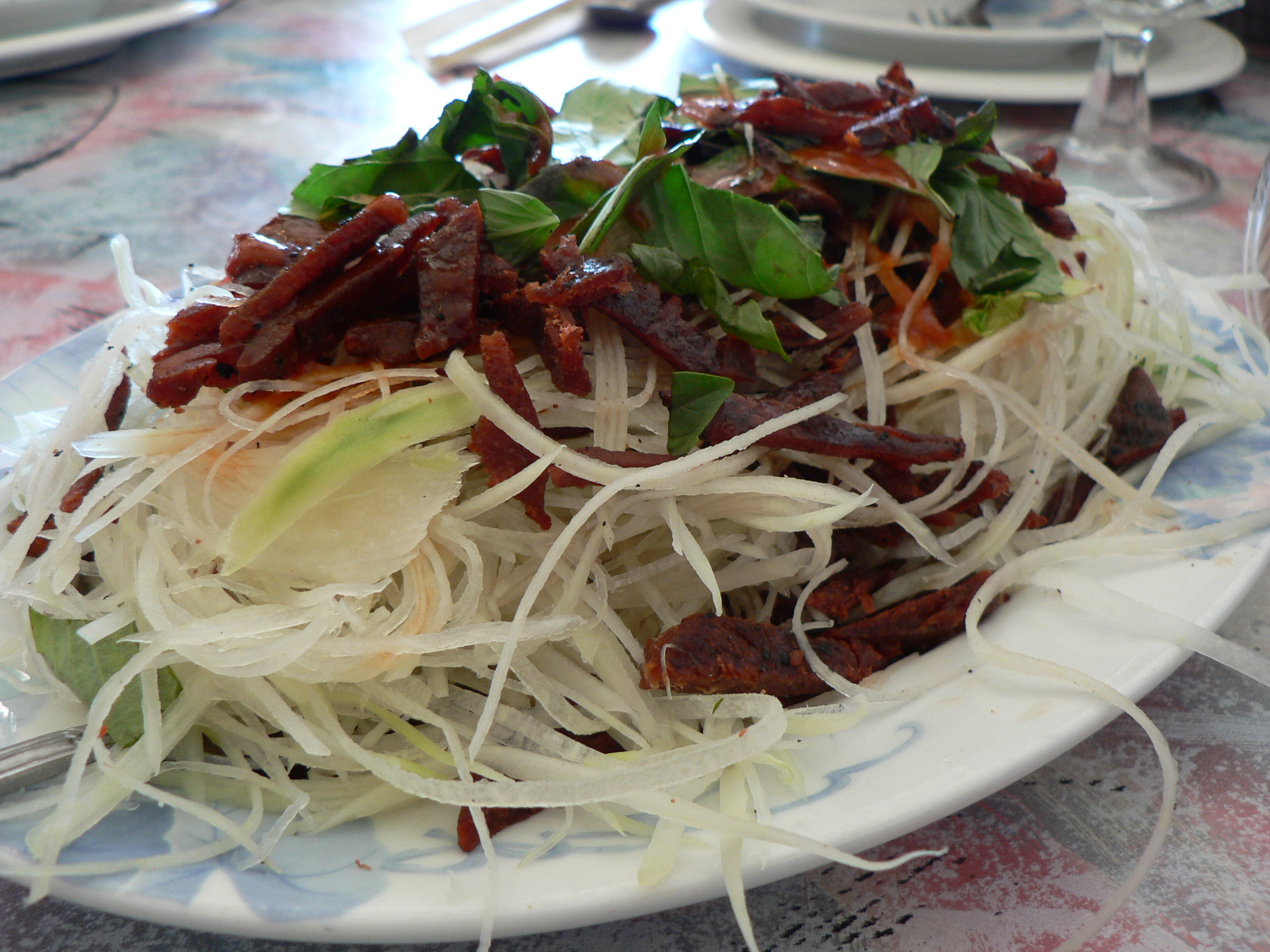
Sukuti con ensalada de papaya.

Sukuti (del nepalí: सुकुटी) es la palabra nepalés para designar la carne seca o deshidratada. El sukuti se consume directamente o cocinado a las brasas, también como aperitivo a la que se le agregan adherezos o en la merienda mezclado con otros ingredientes
. Puede servirse directamente como guarnición como en “Sukuti Achar ko” que es un plato de acompañamiento por lo general con salsa de tomate.
El sukuti se prepara mediante el secado de la carne por un largo tiempo, este tipo de carne se sirve 
platos nepalíes. Los cortes de carnes se mantienen colgando sobre el fuego donde la carne se seca con el humo y/o el calor.